# Уметност старог Египта
Уметност старог Египта се односи на архитектонске грађевине, слике, вајарска и дела примењених уметности старог Египта, почев од праисторије па све до римског освајања Египта 30. године п. н. е. Историја Египта је најдужа од свих старих цивилизација које су се развијале на Средоземљу и простире се у времену од око 3000. године п. н. е. па све до 4. века н. е. У овој земљи која се развијала на обалама реке Нил и која је била затворена за спољашње културне утицаје, развио се један уметнички стил који је једва доживео промјене у својој трихиљадугодишњој историји. Све уметничке манифестације старог Египта биле су подређене држави, религији и фараону који је сматран богом на Земљи. Од самих почетака веровање у загробни живот је диктирало норму по којој се покојник сахрањивао заједно са својим богатством, како би се осигурао његов пут до вечности. Регуларност природних циклуса, бујање и излевање реке Нил, промене годишњих доба и смењивање дана и ноћи сматрани су поклонима богова становницима Египта. Египатска мисао, морал и култура, биле су у уској вези са дубоким поштовањем за ред и равнотежу. Уметност је стварана са идејом да буде корисна и није се говорило о лепоти уметничких дела него о њиховој ефикасности. Промене и новост никада нису сматране као нешто важно само за себе, тако да су стил и конвенционализми представљања успостављени у првом моменту, практично без промена остали да важе скоро 3000 година. Из нашег савременог угла египатски уметнички језик може изгледати статично и ригидно, међутим његова суштинска намена није била стварање једне стварне слике ствари, онако како су оне јављале, него једна синтеза за вечност суштине особе, животиње или других предмета који се могу срести у египатској уметности.

## Архајски или прединастички период
Први праисторијски насељеници су се населили на терасама формираним од седимената које је река Нил депозитовала на обале кроз свој ток. Оруђа и алати које су оставили за собом, показују постепену еволуцију од друштва полуномадских ловаца и сакупљача до друштва које се базира на пољопривреди. Прединастички или архајски период приближно обухвата време од 3200 до 2755. године п. н. е.
Пронађена су организована насеља из овог периода као и различита оруђа и предмети, посебно они повезани са сахрањивањем. Ти предмети су стављани у гробове заједно са покојником како би његов дух могао да их користи у другом животу. Захваљујући томе, сачуван је велики број личних и керамичких предмета као и других оруђа и оружја. Керамика је декорисана сликама на којима је приказиван живот и обичаји епохе. Међу честим мотивима срећу се слике птица и животиња карактеристичне за зоне блиске реци Нил. Крајем прединастичког периода чест мотив је врло детаљан приказ бродића и веслара на реци Нил. Бакар, у малим количинама, коришћен је за израду огрлица и неких алата, међутим већи део делова је од камена. У ово време су рађене мале фигуре од слоноваче, кости и такође у глини.

## Старо краљевство
Старо египатско царство доминирају фараони из III до VI династије, а обухвата период од пет векова између 2755. и 2255. године п. н. е. Негде око 3000. године, Египат се уједино под вођством моћних лидера са југа земље, међутим идеја једног подељеног Египта на Горњи на југу и Доњи на северу, одржала се још неко време. У овом периоду доминирају I и II династија а истиче се цар Нармер (неки историчари га идентификују са царем Менесом), зачетник уједињења и оснивач прве династије. На Нармеровој палети исклесаној у камену (око 3100. године п. н. е., Археолошки музеј у Каиру), представљен је сам фараон како носи круну са југа и потчињава народ са севера својој вољи, са испреплетеним вратовима лавова као метафором уједињења Египта под власт једног фараона.

### Архитектура
У време првих династија саграђени су важни загробни комплекси за фараоне у Абиду и Сакари који су имитација палата и храмова (гробница је била једна синтеза храма и приватне палате). Велике количине керамике, радова у камену, резбарених у слоновачи или кости, потврђују висок степен развоја у овој епохи. Хијероглифи (писмо помоћу цртежа), тј. начин на који је писан египатски језик, у то време се налазе у првом стадијуму еволуције а већ показују свој карактер нечега живог, као и остатак декорације.
У III династији главни град постаје Менфис и фараони почињу са изградњом пирамида, које замењују мастабе као краљевске гробнице. Архитекта, научник и мислилац Имотеп конструише комплекс у Сакари за фараона Џосера (око 2737—2717. п. н. е.). Реч је о једном некропољу ког чини једна степенаста пирамида од камена, и група храмова, олтара и простора који их повезују у једну целину. Велику степенасту пирамиду, где се налазе посмртни остаци фараона, сачињава више мастаба постављених једна на другу и представља најстарији примерак монументалне архитектуре који је сачуван до данас. Такође илуструје једну од фаза развоја ка пирамиди као архитектонском типу.
Архитектура Старог краљевства се може сматрати монументалном пошто су локални кречњак и гранит коришћени за изградњу грађевина и гробница великих димензија. Развијена је изванредна архитектонска техника и употребљавани колосални камени блокови који се савршено уклапају један са другим без употребе малтера, а начин на који су подизани до њихове дестинације нам је непознат. Купула као архитектонски елеменат је позната али се не користи у каменој архитектури. Од великог броја саграђених храмова у овом периоду сачувано је само неколико примера.
Монументални комплекс у Гизи, где су сахрањени фараони IV династије, показује вештину и способност египатских архитекти у изградњи споменика који је још у античко доба сматран једним од Седам светских чуда и показује раскош египатске цивилизације. Снефру је почео изградњу прве пирамиде без степеница. Кеопс је био његов наследник и изградио је Велику пирамиду која достиже 146 метара висине, а чини је око 2,3 милиона камених блокова просечне тежине око 2,5 тоне. Кеопсов син Кефрен је изградио једну мању, а Микерин је аутор треће велике пирамиде овог комплекса.
Задатак пирамида је био да заштите и очувају тела фараона за вечност. Свака пирамида је део комплекса који се састојао од храма у долини, прилаза, комуникационих пролаза и других простора, међу којима је и простор резервисан са религијске ритуале пре сахране. Око три пирамиде у Гизи (Кеопсове, Кефренове и Микеринове), створен је некропољ (град мртвих) који чине многобројне мастабе. Равног крова и искошених зидова назване су мастабама пошто подсећају на египатске куће од опеке (мешавина глине, песка и трске), у облику зарубљене пирамиде. Мастабе су биле гробнице у којима су сахрањивани чланови породице фараона, племство и државни службеници високог ранга. Спољашњи изглед мастабе подсећа на одсечену пирамиду правоугаоног облика, а у унутрашњости се налазила мала соба звана сирдаб, где је чувана статуа покојника, сматрана живим бићем, као и лажна врата која су симболички повезивала свет живих са светом мртвих. Испред њих су остављани дарови покојнику и такође се вршио погребни обред. Под земљом се налазила комора гробнице, којој се приступало кроз један ходник који би се запечатио након депоновања тела покојника.
Супротно релативној обилатости сачуваних остатака монументалних гробница, једва да се срећу примерци кућа и цивилне архитектуре египатских градова из времена Старог краљевства; може се претпоставити њихов плански распоред, као што је случај са некропољем, али употреба адобе (опеке од мешавине глине и сламе и печене на сунцу) за изградњу кућа и палата, онемогућила је да се те грађевине очувају до нашег времена. Стога, храмови и гробнице конструисани у камену и са јасном идејом да одоле времену, буду вечни, нуде највећи део и скоро једину информацију о обичајима и начину живота старих Египћана.

### Вајарство
Почев од првих фигура у глини, кости и слоновачи из прединастичког периода, египатско вајарство се развило великом брзином. У епохи Џосера (2737—2717. п. н. е.), радиле су се велике статуе фараона и владара над којима је требало да стоје духови који ће овековечити сећање на покојника. Хијератичност, крутост, кубне форме и фронталност су суштинске карактеристике египатског вајарства. Прво би се клесао један камени блок правоугаоног облика, након чега би се правио цртеж фигуре која је предмет представљања, на фронталној и обе латералне стране камена. Као последица оваквог приступа, коначна статуа је била предвиђена да буде посматрана са фронталне стране (закон фронталности). Пошто је циљ био да се створи једна слика за вечност суштине и духа портретиране особе, није било потребе обликовати фигуру са свих страна већ је било довољна једна фронтална композиција исте.
Египатски уметник није тражио представљање покрета. Од првих времена династичког периода постојало је одлично знање људске анатомије, али јој се давала једна идеализована форма. Седећа статуа фараона Кефрена (око 2530. године п. н. е., Археолошки музеј у Каиру), који је покренуо изградњу друге највеће пирамиде у некропољу у Гизи, садржи у себи све карактеристике које су чиниле египатско вајарство. Фараон је овде представљен како седи на једном трону који је декорисан грбом уједињених земаља, са рукама на коленима, усправне и укочене главе, са очима које гледају у бесконачност. Соко који представља бога Хоруса налази се иза Кефренове главе, симболишући да је он, фараон, живи Хорус. Ова статуа, исклесана у диориту, у целини представља велико јединство и равнотежу композиције и такође дочарава једну снажну слику божанског величанства.

## Историја и главне карактеристике
Египат реч је грчког порекла. Рељефно, карактеристична је подељеност, а спој је био преко Суецке превлаке, као и реке Нил. Становништво је хамитског порекла. У 4. миленијуму бележи се долазак становништва семитског порекла. Хамити су имали тотемизам а Семити су веровали у божанства у људском облику. Развојне фазе у уметности се углавном подударају са развојем историје и политичке историје Египћана. Позната је Манехтова подела на 30 династија. У III миленијуму фараон Нарамер ујединио је Египат- митски Менес сматра се за ујединитеља Египта-Горњег и Доњег Египта.
Са развитком земљорадње и сточарства, тј припитомљавањем биљака и животиња човек односи победу над природом. Међутим у долинама великих река, „неолитска револуција“ је доживела велики успех и дозволила је локалном становништву да се умножи више него што је дозвољавала постојећа количина хране. Решење је међуплеменски рат или уједињавање у већа и напреднија друштва – настају прва утврђења, прве цивилизације. Проналаском писма почиње историја.
Стари Египат настаје у долини реке Нил. Била је развијена земљорадња. Робовласничко друштво са фараоном на челу (син бога Ра, представљао божанство, главну карактеристику египатске цивилизације и одређивао развој египатске уметности).
Под Нармером (Менес), који је био владар Горњег Египта, уједињује се Горњи и Доњи Египат и настаје Старо краљевство.
Египатска уметност је била култног карактера. Везана је за храмове и гробнице и њихову унутрашњост - није намењна просторима човековог живљења. Уметничка дела су потпуно изолована од маса - улази у гробнице су пажљиво скривани.
Нема праве народне уметности. Она је везана за провинције и напредује споро, напорно пратећи општи развој.
Нармерова палета представља можда прво уметничко дело у историји, у смислу да није настало у магијске сврхе, већ да говори о конкретном догађају и конкретној особи. Са предње стране палете је приказан краљ Нармер како убија непријатеља (вероватно краља Доњег Египта) под покровитељством бога сунца Хоруса, представљеног у виду сокола. Са друге стране су две животиње испреплетених дугих вратова, које вероватно представљају уједињење Горњег и Доњег Египта. Нармерова палета нема наративну амбицију, већ језиком визуелних симбола слави значајан догађај
Египатска култура је везана за Нил. Човек је ту постојао још од палеолита у току 4300. п. н. е. - дуга подела или 2000. п. н. е. кратка подела- једна и друга подела се наводе да би се уочила релативност ових података. Рачуна се да је Менес ујединио Египат. Тада почиње епоха која траје 2200 г. епоха Старог краљевства а затим Средње краљевство и Ново краљевство. У међувремену се догађала и једна велика најезда северних народа из централне Азије.
Фараон је врховни свештеник. Уједињење је било неопходно јер је Нил плавио периодично сваке године у скоро исти дан. Промене боје; зелена значи расте, црвена, плави- могу се две жетве извући у току једне године из овога плодног тла. Нил надође јер у Етиопији и Сомалији падну кише, алге- зелено, земља- црвено- Зелени Нил и Црвени Нил. Религија произилази из робовласништва успостављаног 4000. п. н. е. године. Човек је желео да кроз вечност остане на земљи, отуда мисао о вечитом животу фараона као фараона а роба као роба, без промена. Јавља се гробна архитектура.”Ка”јесте двојник од камена за повратак душе која се сада има камо вратити. Одаје се декоришу сценама које би указивале на моменте из живота фараона.
Старо краљевство (3000. – 2105. п. н. е.), крај царства збацивањем VI династије
Средње краљевство (2050. – 1778. п. н. е.), XI – XII династија
Ново краљевство (1500. – 1166. или 1570. - |1085. п. н. е.) XVIII – XX династија
Египћани су веровали у култ мртвих, то их је повезивало са неолитском прошлошћу, али мрачни страх од духова мртвих није постојао, избрисана је граница између живота и смрти. Египћанин је опремао своју гробницу као неку врсту реплике у сенци своје свакодневне околине, да би његов дух, његов Ка могао да ужива у њој и гледао је да за свој Ка обезбеди мумифицирано тело или статуу.
Египћани су себи градили гробнице (мастабе, пирамиде), домаћинство за њихов Ка. Оне су биле грађене да вечно трају и наше познавање египатске цивилизације почива само на гробницама и њиховом садржају.
Религија диктира монументалност, униформност, фронталност и укоченост у уметности, међутим египатска уметност се колеба између конзерватизма и новаторства, али никад није статична.
Осим архитектонских остварења египатску уметност чине:
- портретне статуе
- бисте
- слике
- рељефи

## Египатска Архитектура
Египатска архитектура је главни елеменат египатске цивилизације, која се сматра једном од најзначајних цивилизација старог века, имајући у виду време у коме је постојала, достигнућа и трајање од 3.000 година.
Египатска цивилизација је развила специфично државно уређење, религију, архитектуру, писмо и уметност.
- Храм у Луксору
- Перистел дворана у Мединет Хабуу
- Храм у Карнаку
- Храм у Есни
- Храм краљице Хатшепсут
- Храм Исис
- Храм Нефертири
- Храм у Фили

### Портретна скулптура
Ради се за случај да мумија пропадне. Својства: смирен став и код седеће и код стојеће фигуре. Понекад избачена нога, она не показује кретање, већ повећава статичност. Уздржаност, укоченост – репрезентативност, монументалност. Наглашена је оса симетрије. Вајало се помоћу пројекција па су фигуре «сапете» и представљене су чеоно. Задња страна скулптуре је везана за зид – позађе, те фигуре никад нису слободне. Вероватно су све египатске статуе биле бојене, али је боја на већини током векова нестала. Очувана је на двојној статуи принца Рахотепа и његове жене, која показује колико је боја давала утисак животности. Утисак је појачан кварцом који се стављао на место очију.

### Рељефи сликарство
Имају исте побуде као и скулптура – мотиви везани за живот, илуструју живот умрлог. Сагледава се и пут умрлог ка «оном свету». Рељеф је плитак и ближи сликарству него вајарству. Постоје две врсте:
- ниски барељеф (благо испупчени облици)
- упуштен рељеф (урезан)

Рељеф је близак гравури, нема светлости и сенке, (плитак је), често је бојен истим бојама као у сликарству. Мушка тела су тамнија од женских. Бојење је континуирано и униформно, без нијанси. У сликарству нема треће димензије.
Египатским уметницима није био циљ да створе илузију стварности, већ да што јасније пренесу поруку. Не постоји једнинство простора и времена, тако да се исти лик може појавити на више места. У египатској уметности важи закон фронталитета, ортогонално представљање и углови се мењају за 90 или 180 степени. Облици се виде под правим углом. Не познају перспективу. Глава је приказана у профилу, око је фронтално, ноге су у профилу, стопала су размакнута и оба виђена са стране палца. Посредним путем су дочаравали дубину простора. Познавали су само управан начин представљања. Постоји принцип суперпонирања за дубину простора - личности нацртане најниже су најближе, а сваки виши ред је даљи. Користе изокефалиј – главе личности истог ранга су у истој величини (хијерархијско димензионисање), робови су најмањи, а владари највећи. Такав аксијални метод, који омогућава најшири поглед на тело, тежи да пружи што јаснији и једноставнији утисак. То је израз одрећеног односа према посматрачу - обраћа му се директно и захтева поштовање.